# Grand Final

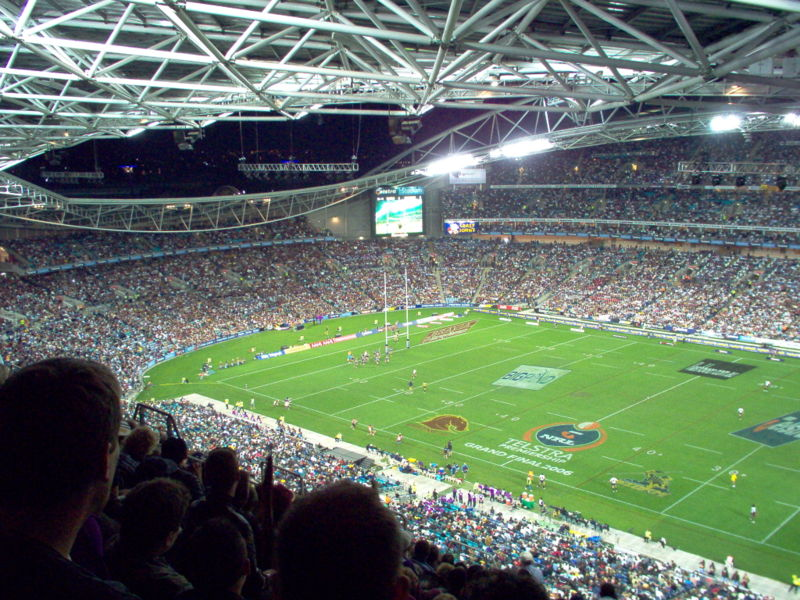
Mecz Grand Final w rozgrywkach National Rugby League; pomiędzy Brisbane Broncos i Melbourne Storm (2006)

Grand Final (pol. Wielki finał) – termin stosowany w odniesieniu do meczu, w którym wyłaniany jest mistrz rozgrywek. Występujący przede wszystkim w rozgrywkach australijskich oraz nowozelandzkich, a także odnoszący się do kilku dyscyplin rozgrywanych w Europie.

## Geneza terminu
Termin grand final wywodzi się z języka anglonormańskiego, w którym to określenie wielki (ang. grand) w kontekście opisania wydarzenia sportowego pojawia się w Anglii w 1836 roku. Następnie określenie wielki pojawia się w odniesieniu do wyścigów konnych rozgrywanych w ramach Grand National w 1839 roku. 
W Australii termin po raz pierwszy zostaje odnotowany w kontekście spotkania rozgrywanego pomiędzy uczelnianymi, zespołami futbolu australijskiego Melbourne Grammar School i Scotch College w dniu 7 sierpnia 1858 roku na stadionie Yarra Park (wówczas Richmond Park). Spotkanie było anonsowane jako wielki mecz futbolowy (ang. grand football match) w Melbourne Morning Herald i w kilku innych lokalnych gazetach. Kolejne spotkanie, które było obwieszczane jako wielki mecz futbolowy zostało rozegrane w Richmond z okazji Dnia Świętego Patryka 18 marca 1859 roku. W 1861 roku Royal Caledonian Society of Melbourne utworzyła pierwsze rozgrywki w historii futbolu australijskiego – Caledonian Challenge Cup, które w gazecie The Argus wymienione są jako wielki mecz futbolowy. 

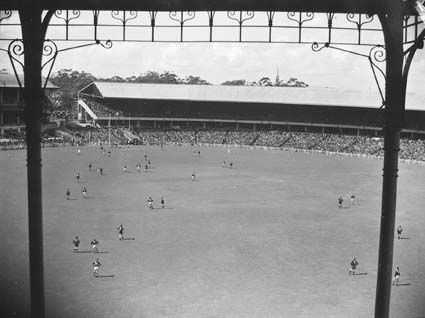
Mecz Grand Final w rozgrywkach Victorian Football League (obecnie Australian Football League); pomiędzy Essendon Football Club i Melbourne Football Club (1946)

W Sydney pierwszym wydarzeniem sportowy, które zostało opisane jako wielkie były mecze krykieta rozegrane pomiędzy All-England Eleven i Twenty-Two of New South Wales. Relacje pochodzą z dzienników The Sydney Morning Herald oraz z The Argus i The Maitland Mercury and Hunter River General Advertiser ze stycznia i lutego 1862 roku, które określają każde spotkanie jako Grand Cricket Match (pol. Wielki Mecz Krykieta). Do określenia Grand Cricket Match odnosi się również gazeta The Mercury z Hobart, która również tym tytułem określiła mecz pomiędzy All-England Eleven a Twenty-Two of Tasmania w dniu 22 lutego 1862 roku. W listopadzie 1870 roku spotkanie rozgrywane w ramach sezonu krykietowego pomiędzy Melbourno i South Molbourno Clubs zapowiadane było jako wielki mecz (ang. grand match) w The Argus.
W 1871 roku w rozgrywkach futbolu australijskiego South Yarra Challenge Cup, dwa najlepsze zespoły sezonu zasadniczego zmierzyły się w meczu finałowy, który miał wyłonić drużynę mistrzowską. Mecz o mistrzostwo zapowiadany był jako wielki mecz (ang. grand match) w The Argus. W finale triumfowała drużyna Carlton Football Club, która pokonała Melbourne Football Club.
Określenie grand final po raz pierwszy w artykułach prasowych zostaje odnotowane w kwietniu 1900 roku w dzienniku The West Australian z Perth, pojawiło się w kontekście zawodów regatowych jako Grand Final Regatta. Odnośnie do futbolu australijskiego termin grand final pojawił się we wrześniu 1908 roku w relacjach gazety The Argus. Utrwalony został w pierwszych trzech dekadach XX wieku.

## Grand Final w rozgrywkach sportowych

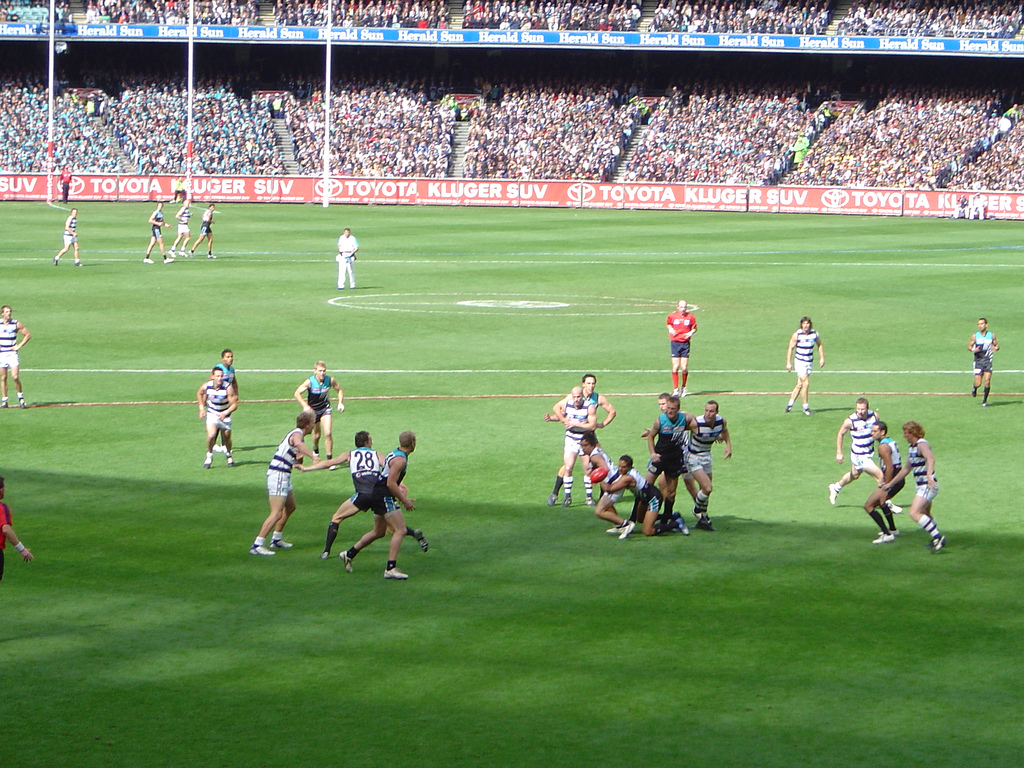
Mecz Grand Final w rozgrywkach Australian Football League; pomiędzy Geelong Football Club i Port Adelaide Football Club (2007)

### Australia i Nowa Zelandia
W Australii termin jest dość powszechny i stosowany jest w różnych dyscyplinach sportowych. W futbolu australijskim termin używany jest w rozgrywkach Australian Football League oraz w ligach stanowych. W rugby league termin stosowany jest w australijsko-nowozelandzkiej lidze National Rugby League. Dodatkowo z terminem Grand Final można spotkać się w rozgrywkach piłkarskich zarówno na szczeblu krajowym (A-League, W-League, National Youth League), jak i stanowym (National Premier Leagues). Ponadto termin stosowany jest również m.in.: w rozgrywkach koszykarskich (National Basketball League, Women's National Basketball League) czy netballu (australijsko-nowozelandzka liga ANZ Championship).

### Europa
W Europie termin Grand Final stosowany jest m.in. w rozgrywkach rugby league – Super League oraz w turnieju golfowym – Challenge Tour.